# 叉牙七鰓鰻屬
叉牙七鰓鰻屬（學名：Lethenteron），是七鰓鰻目七鰓鰻科的一屬。

## 分类
- 阿拉斯加叉牙七鰓鰻 Lethenteron alaskense
- 溪叉牙七鰓鰻 Lethenteron appendix
- 東亞叉牙七鰓鰻 Lethenteron camtschaticum[3]
- 黑尾叉牙七鰓鰻 Lethenteron kessleri
- 滿作叉牙七鰓鰻 Lethenteron mitsukurii
- 砂棲叉牙七鰓鰻 Lethenteron ninae
- 雷氏叉牙七鰓鰻 Lethenteron reissneri[3]：又稱雷氏七鰓鰻。